# 245 (număr)
245 (două sute patruzeci și cinci) este numărul natural care urmează după 244 și precede pe 246 într-un șir crescător de numere naturale.

## În matematică
245:
- Este un număr impar.
- Este un număr deficient.[1][2]
- Este un număr harshad[3] în bazele 7, 9, 11, 15, 31, 35, 36 (și alte14 baze).
- Este un număr rotund.[4][5]
- Este un număr stella octangula.[6]
- Este un număr 26-gonal.[7][8]
- Este suma alicotă a numerelor 723, 1195, 2563, 3859, 9259, 10123, 12283, 14659 și 14803.
- Face parte din arborele 97-alicot. Șirul alicot pornind de la 10222 este: 10222, 5978, 4624, 4893, 2595, 1581, 723, 245, 97, 1, 0.
- Este un număr palindromic în bazele 34 (7734), 48 (5548), 244 (11244)

## În știință

### În astronomie
- Obiectul NGC 245 din New General Catalogue este o galaxie spirală cu o magnitudine 12,3 în constelația Balena.
- 245 Vera este un asteroid din centura principală.
- 245P/WISE este o cometă periodică din sistemul nostru solar.

## În alte domenii
245 se poate referi la:
- Prefixul telefonic internațional pentru Guinea-Bissau.
- Codul titlului unei lucrări conform standardelor MARC pentru cataloagele de acces public al librăriilor online. Este singurul câmp obligatoriu în asfel de cataloage.
- Erbicidul 245T sau 2,4,5-T (2,4,5-Acic triclorofenoxiacetic).